# Glückauf-Kaserne
Die Glückauf-Kaserne ist eine Kaserne der Bundeswehr in Unna-Königsborn in Nordrhein-Westfalen. Sie beherbergt den Stab sowie die 1. und 3. Kompanie des Versorgungsbataillons 7 der Bundeswehr. Außerdem war sie Sitz des Brigadestabes der Logistikbrigade 100.

## Geschichte
Bekannt wurde die Kaserne durch einen Waffendiebstahl im März 2005, bei dem aus einer Waffeninstandsetzung neun G36-Sturmgewehre entwendet wurden. Der oder die Täter wurden bis heute nicht gefunden.

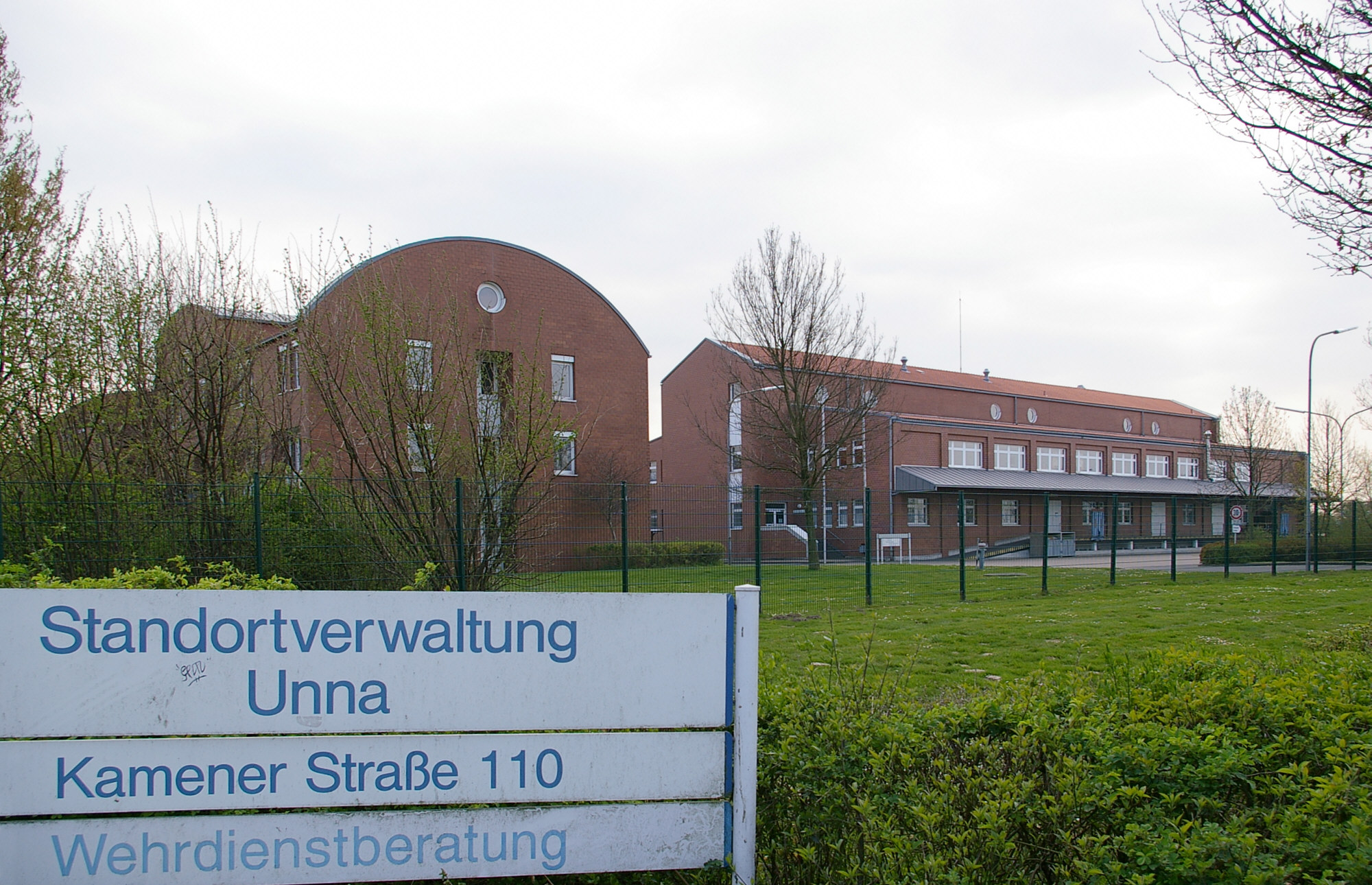
Die gegenüberliegende Standortverwaltung wurde im Juni 2007 aufgelöst

Das ehemals dort stationierte Instandsetzungsbataillon 7 gliederte 2007 zum Logistikbataillon 7 um. Die Logistikbrigade 100 wurde im selben Jahr aufgelöst.
Im Rahmen der Neuausrichtung der Bundeswehr wurde im Oktober 2011 bekanntgegeben, dass das Logistikbataillon 7 im Jahr 2015 zum Versorgungsbataillon 7 umgliedern soll. Dabei sollen nur noch der Stab und die Stabskompanie sowie eine weitere Kompanie des Bataillons in Unna verbleiben. Die Dienstpostenzahl am Standort Unna verringert sich damit von rund 1100 (Stand: Oktober 2011) auf ca. 630.

## Stationierte Einheiten
- Versorgungsbataillon 7 (H)
- Regionale Sicherungs- und Unterstützungskompanie Ruhrgebiet (SKB)
- Kraftfahrausbildungszentrum Unna (SKB)
- Familienbetreuungszentrum Unna (SKB)
- Logistikzentrum der Bundeswehr – Logistische Steuerstelle 8 (SKB)
- Sanitätsversorgungszentrum Unna (ZSan)
- ZAW Betreuungsstelle Unna
- weitere kleine Dienststellen

## Trivia
Es existiert ein „Freundeskreis Glückauf-Kaserne“, der durch eine Unterschriftenaktion 2007 zum Erhalt der Kaserne bekannt wurde.